# Mystery Case Files
Mystery Case Files (también conocida por sus siglas: MCF) es una serie de videojuegos casuales desarrollada originalmente por los estudios internos de Big Fish Games. Es conocida por sus enigmáticos 'objetos ocultos' donde el jugador toma el rol de Maestro Detective y, con el fin de progresar a través del juego, debe encontrar un número determinado de elementos ocultos en algún lugar de una escena específica.
Se trata de una colección de intrigas, misterios y pasatiempos, acompañados de infinidad de retos mentales para reflexionar, y extrañas escenas de delitos para investigar.  
Actualmente, las nuevas entregas son desarrolladas por Eipix Entertainment, en reemplazo de Elephant Games que desarrolló secuelas desde 2013 a 2014.  
Algunos de los juegos de Mystery Case Files están relacionados entre sí. Entre ellos destaca el caso Ravenhearst, cuya investigación continúa en MCF: Return to Ravenhearst y finaliza en MCF: Ravenhearst Unlocked. 
Big Fish Games estima que, desde el lanzamiento inicial de Mystery Case Files: Huntsville, más de 100 millones de personas tienen al menos alguna versión de prueba de los juegos de Mystery Case Files.

## Desarrollo
Mystery Case Files ha desarrollado trece series hasta la fecha. 
Después de Mystery Case Files: Huntsville, cada juego ha añadido funciones adicionales que incluyen:
- Linternas y un ficticio dispositivo de rayos X en Mystery Case Files: Prime Suspects.
- Puertas con complejos rompecabezas que siguen el concepto de Rube Goldberg en Mystery Case Files: Ravenhearst.
- Bola de cristal y utilización de la técnica morphing en Mystery Case Files: Madame Fate.
- Efectos especiales y actores en directo en Mystery Case Files: Return to Ravenhearst.
- Vídeos reales en Mystery Case Files: Dire Grove.
- Personajes interactivos en Mystery Case Files: 13th Skull.
- Alteración de los objetos en Mystery Case Files: Escape from Ravenhearst.
- Mapa interactivo en Mystery Case Files: Shadow Lake.
- Isis, un gato interactivo en Mystery Case Files: Fate’s Carnival.
- Combinación de elementos de inventario en Mystery Case Files: Dire Grove, Sacred Grove.
- Escenas de objetos ocultos dentro de rompecabezas y dentro del inventario en Mystery Case Files: Key to Ravenhearst.

El argumento y los personajes han desempeñado un papel cada vez más importante en el desarrollo de la serie, sobre todo a partir del tercer juego en adelante. El juego Ravenhearst comienza una historia que continúa en las próximas dos entregas después de ella, Madame Fate (2007) y Return to Ravenhearst (2008). Sin embargo, la historia se introdujo en el final de Prime Suspects, con una carta que envía la Reina de Inglaterra solicitando ayuda para un asunto urgente. 
El siguiente juego es Dire Grove, una continuación de la entrega anterior que no conduce directamente a la misma historia. La séptima y novena entrega, 13th Skull y Shadow Lake, devuelve la serie a un formato de historia independiente, mientras que la octava entrega, Escape from Ravenhearst regresa a la historia de Ravenhearst.
Con el lanzamiento del décimo juego, Fate's Carnival, la serie regresa a la historia que aparece en el cuarto juego, Madame Fate, que confirma los vínculos entre las historias Madame Fate y Ravenhearst, algo que sólo se ha insinuado en los juegos anteriores de la serie. Al completar un cierto nivel de bonificación en Fate's Carnival, se alude a la devolución del jugador a la historia de Dire Grove en un próximo juego. El capítulo de Bonificación de Dire Grove, Sacred Grove establece una conexión con los juegos Ravenhearst y Fate's Carnival.
El 28 de agosto de 2015, Mystery Case Files informó que Eipix Entertainment sería el responsable del desarrollo de las próximas entregas: Key to Ravenhearst y Ravenhearst Unlocked.

## Series para computadora
Mystery Case Files: Huntsville Es la primera entrega de Mystery Case Files. Fue lanzado el 18 de noviembre de 2005 y de inmediato rompió los registros de ventas de juegos casuales. 
Sinopsis: Una ola de crímenes se apodera de la pequeña ciudad de Huntsville en Alabama, y está en tus manos juntar todas las pistas y cazar a los culpables. Deberás investigar las escenas del crimen y utilizar tu ojo clínico para descubrir los detalles en este apasionante juego de detectives.

Mystery Case Files: Prime Suspects Lanzado el 5 de abril de 2006.  
Sinopsis: El Diamante Esperanza de la Reina ha sido robado y está en tus manos encontrar al culpable del delito. 
A lo largo de 22 niveles deberás encontrar las pistas necesarias para dar con el ladrón. 
Visitarás 29 insólitos lugares en busca de objetos para ir avanzando en tu investigación. 

Mystery Case Files: Ravenhearst Apareció el 5 de diciembre de 2006.  
Sinopsis: Durante décadas se ha dicho que la mansión Ravenhearst en Blackpool está embrujada. La Reina de Inglaterra te ha reclutado para ayudar a solucionar el misterio. El reciente descubrimiento del diario de Emma Ravenhearst puede ser la clave para desvelar la historia de este siniestro lugar, pero sus páginas han desaparecido. Como Detective Maestro, tu deber es descubrir los secretos de Ravenhearst, explorar lúgubres habitaciones en busca de pruebas y localizar las páginas perdidas. 

Mystery Case Files: Madame Fate Apareció el 8 de noviembre de 2007. 
Sinopsis: Madame Destino, una misteriosa adivina, ha predicho su propia muerte. Dependerá de ti descubrir al posible asesino en una inquietante feria donde todos los trabajadores son sospechosos. En tu investigación, deberás seguir la pista de extravagantes personajes para poder dar con el culpable a tiempo y salvar la vida de Madame Fate.

Mystery Case Files: Return to Ravenhearst Es la secuela de "Mystery Case Files: Ravenhearst". Fue lanzado el 26 de noviembre de 2008.  
Sinopsis: El alma de Emma está libre. Pero su fantasma ha traído una terrible advertencia: el mal todavía acecha en la mansión. En esta aventura deberás recorrer los salones espectrales de Ravenhearst como nunca antes. Sentirás los pisos de madera crujir mientras te mueves de habitación en habitación resolviendo rompecabezas y buscando pistas en más de 150 detalladas escenas mientras se intenta mantener la calma en una atmósfera más parecida a una película de terror que a un juego apacible de buscar objetos ocultos. 

Mystery Case Files: Dire Grove Fue publicado el 25 de noviembre de 2009. 
Sinopsis: Terminado tu trabajo en Ravenhearst, emprendes viaje rumbo al cuartel general de la agencia. Pero inesperadamente una turbulenta tormenta de nieve te obligará a desviarte de camino y una vieja señal anunciará tu llegada a la congelada aldea de Dire Grove.
Una leyenda celta ha pasado de generación en generación durante siglos y cuatro estudiantes universitarios se encuentran desaparecidos en este pequeño pueblo cerca de Blackpool, Inglaterra.
En este caso tendrás que utilizar tu ingenio y talento para seguir el rastro de este grupo de estudiantes para encontrarlos con vida y descubrir que esconde la misteriosa leyenda.

Mystery Case Files: 13th Skull Apareció el 25 de noviembre de 2010. 
Sinopsis: Poco después de mudarse a una escalofriante mansión en Luisiana, La familia Lawson se ve envuelta en una tragedia cuando Marcus Lawson desaparece misteriosamente. Su hija, Magnolia, cree que su padre fue secuestrado por el fantasma de un pirata vengativo que busca proteger su fortuna perdida. Los lugareños están aterrorizados por los comentarios de una supuesta maldición, así que tú eres la última esperanza de la familia.

Mystery Case Files: Escape from Ravenhearst Escapada de Ravenhearst (en español) apareció el 24 de noviembre de 2011 y se convirtió, quizás, en el mejor juego de esta famosa saga de MCF. 
Sinopsis: Has recibido una curiosa misiva de un remitente anónimo. Un sobre con recortes de periódico alertan nuevas desapariciones de personas en Ravenhearst.
Sin dudas será el caso más difícil de tu carrera como detective. 
Deberás investigar una vez más la espeluznante mansión Ravenhearst para descubrir nuevos detalles sobre esta saga. 
Este juego es considerado el más aterrador de los tres (incluso Big Fish Games realizó la siguiente advertencia: “Esta es una intensa historia de suspenso que podría despertar miedos profundos y no es apta para los jóvenes o débiles de corazón”).

Mystery Case Files: Shadow Lake Es la novena entrega de MCF. Fue lanzado el 20 de noviembre de 2012. 
Sinopsis: En 1973, algo perverso se apoderó del pueblo de Bitterford, Maine, luego de que un desprevenido prisionero desenterrara un misterioso objeto que estaba bajo el suelo de la prisión. 
Años más tarde, Bitterford está en ruinas. Deberás unir fuerzas con la psíquica Cassandra Williams, interpretado por la laureada actriz Lea Thompson, para investigar los eventos que llevaron a la destrucción del pueblo. 

Mystery Case Files: Fate's Carnival Es la décima entrega de MCF. Lanzado el 26 de noviembre de 2013.
Sinopsis: El juego nos trae de regreso a la Feria del Destino, la que visitamos en MCF: Madame Fate. 
El antagonista principal es Alister Dalimar (padre de Charles y abuelo de Víctor, ambos protagonistas en Ravenhearst). 
Alister es un viejo enemigo de Madame Fate. Ella lo encerró en su bola de cristal tras haber querido arrebatársela. 
En esta ocasión Madame Fate regresa... de entre los muertos. 
Recorrerás la Feria del Destino como nunca antes, acompañado por Isis (la gata de Madame Fate).
Deberás liberar a tiempo a los condenados personajes de la feria.

Mystery Case Files: Dire Grove, Sacred Grove Dire Grove, Arboleda Sagrada es la undécima entrega de los juegos de Mystery Case Files. Fue lanzado el 26 de noviembre de 2014.  
Sinopsis: Dire Grove se ha visto afectada por un frío extremo, pero ese no es el único problema. También ha habido repetidos ataques de animales salvajes. Entre el frío y el miedo, la gente huyó de Dire Grove presa del pánico. 
Deberás descubrir la fuente de los problemas de la ciudad mientras te encuentras en medio de una disputa entre los cazadores locales y los misteriosos Caminantes de la Niebla que viven en el bosque. 
En esta ocasión podrás elegir tu género y usar una innovadora mecánica de deducción a medida que tratas de descubrir el origen de la maldición de Dire Grove.

Mystery Case Files: Key To Ravenhearst Es la duodécima entrega de los juegos Mystery Case Files, y la primera en ser desarrollada por Eipix Entertainment. Fue lanzado el 27 de octubre de 2015. Es el cuarto juego que sigue la historia del universo Ravenhearst. 
Sinopsis: Se rumorea que Ravenhearst está resucitando y la mismísima Reina de Inglaterra solicita tu ayuda para que encuentres la clave que permita desvelar el misterio de una vez por todas. 

Mystery Case Files: Ravenhearst Unlocked lanzado el 24 de noviembre de 2015. Es la decimotercera entrega de los juegos de Mystery Case Files y el segundo juego desarrollado por Eipix Entertainment durante el mismo año. Es una secuela directa de Mystery Case Files: Key to Ravenhearst.
Sinopsis: Luego de los sucesos ocurridos en Key to Ravenhearst, el detective es salvado por un bote de rescate. Inmediatamente es enviado a un hospital debido a las lesiones que sufrió en uno de sus brazos, pero una enfermera sugiere que sea trasladado al Asilo Manchester. Al despertar y tras inspeccionar el lugar, descubres que estas atrapado en la misma celda que Dalimar ocupó alguna vez.
Tu misión será averiguar que sucedió después de los eventos de Mystery Case Files: Key to Ravenhearst y detener a Alister Dalimar antes de que sacrifique todo - y a todos - en su búsqueda maníaca de la inmortalidad.

Mystery Case Files: Broken Hour la Beta del juego fue lanzada el 7 de marzo de 2016. La Edición Coleccionista se publicó el 22 de noviembre de 2016.
Sinopsis: George Pritchard - fotógrafo Real y un gran aficionado a oscuros lugares históricos - ha desaparecido. La última ubicación conocida de George fue la casa de huéspedes Huxley. Por tal motivo, deberás visitar la Casa de huéspedes de Huxley (hogar de la misteriosa torre del reloj) para intentar revelar el misterio antes de que se acabe el tiempo.
La casa de huéspedes Huxley es un refugio exclusivo para aquellas personas que quieren alejarse de todo y conocer como era realmente la vida en la era victoriana - sin teléfonos, sin tecnología. Un estricto horario de actividades diarias te ayudarán a sumergirte en la experiencia y deberá ser respetado en todo momento. Una intemporal aventura de puzles y objetos ocultos.

Mystery Case Files: The Black Veil es la decimoquinta entrega de la serie. La BETA fue lanzada el 22 de diciembre de 2016. La Edición Coleccionista fue lanzada el 23 de marzo de 2017. Es la primera aparición desde Mystery Case Files: Dire Grove de Alison Sterling (voz de Katie Leigh).
Sinopsis: La ciudad de Dreadmond ha sido casi abandonada durante la noche.  Cuando llegas a investigar te encuentras con una extraña enfermedad que se apodera de los residentes que quedan ¡una enfermedad que los hace envejecer en un instante!  
El tiempo no está de tu lado así que deberás apresurarte para descubrir quien es el causante de este mal, antes que te conviertas en la próxima víctima.

Mystery Case Files: The Revenant's Hunt es la decimosexta entrega de la serie. La Beta del juegos fue lanzado en julio de 2017. Es el primer juego que se desarrollará en Estados Unidos desde Shadow Lake en 2012.

Mystery Case Files: Rewind es la decimoséptima entrega de la serie. El juego vuelve a sus orígenes dejando atrás la exploración y volviendo a la búsqueda de objetos ocultos. Durante la aventura nos iremos encontrando personajes del pasado.

Mystery Case Files: The Countess es la decimoctava entrega de esta serie. Su Edición Coleccionista se lanzó el 27 de noviembre de 2018. Comienza con la desaparición de la afamada escritora de cuentos infantiles, y buena amiga de la Reina, Lady Codington. Nuevamente, como Maestro Detective, deberás reunir todo indicio en su búsqueda por su enigmática mansión, donde peligrosos secretos se ocultan en lugares inesperados.

Mystery Case Files: Moths to a Flame es la decimonovena entrega de la serie, fue lanzada el 23 de agosto de 2019. En esta entrega deberás recuperar unos archivos extraviados de la agencia, además de rescatar a tres agentes desaparecidos, lo que te llevará al Museo Zenith de Rarezas. Pero no todo es lo que parece, pues confrontarás a un nuevo y peligroso enemigo con una retorcida obsesión con el pasado de la agencia. 

Mystery Case Files: Black Crown es la vigésima entrega de esta querida serie, y fue lanzada el 27 de noviembre de 2019. El Maestro Detective recibe un llamado del Asilo Manchester cuando una paciente ha dibujado una enorme corona en su celda; pero cuando la chica escapa junto a otros pacientes en busca de la Corona Negra, deberás adentrarte en una misteriosa mansión para encontrarla antes que ellos, descubriendo así una fantasmal conexión con un caso del pasado.

Mystery Case Files: The Harbinger se trata de la vigésima primera entrega de la saga. En ella, el Maestro Detective es llamado a un misterioso y pequeño pueblo para investigar un simple caso de asesinato, hasta que la investigación revela una serie de referencias extrañas y nombres familiares del pasado de la agencia. Nuevamente, como Maestro Detective, deberás descubrir qué secretos se esconden detrás del asesinato y quién o qué tiene tanta intención de sacar a la luz el pasado.

Mystery Case Files: Crossfade es la vigésima segunda publicación de la saga, continuación de la entrega previa, The Harbinger. Para reparar una línea temporal rota, el Maestro Detective se adentrará en ciertos casos particulares y significativos del pasado, encontrando antiguos aliados y enfrentándose a viejos enemigos en su camino para salvar la existencia misma, tal y como se conoce. ¿Qué depara el futuro luego del cambio temporal? Deberás descubrirlo junto al Maestro Detective en esta singular entrega, que se encuentra llena de guiños a los grandes clásicos de la saga.

Mystery Case Files: Incident at Pendle Tower, vigésimo tercer juego de la serie, tiene lugar en un antiguo y lujoso hotel en las alturas que está siendo remodelado por un pariente de la familia real... Pero las obras se detuvieron cuando los trabajadores descubrieron un ala oculta del edificio y comenzaron a ver y oír cosas inquietantes. Descubre el pasado secreto y oculto de esta misteriosa torre del reloj y adéntrate una vez más junto al Maestro detective en una aventura alucinante.

Mystery Case Files: The Last Resort, la vigésima cuarta entrega de la saga, contiene un misterioso caso para el cual, como Maestro Detective, tendrás que adentrarte en la naturaleza más allá de la tranquila ciudad de Mountain View en busca de un grupo de viajeros desaparecidos, incluido un miembro de la familia real. Pero, cuidado: muy pronto descubrirás que el pueblo, el hotel e incluso la propia montaña esconden terribles secretos que podrían volver loco a todo aquel que quisiese revelarlos.

Mystery Case Files: The Dalimar Legacy es la vigésima quinta entrega de la serie, y uno de los casos más desafiantes del Maestro Detective hasta la fecha, el cual llevará al investigador a los orígenes de los perturbadores planes, la demencia y la locura de la retorcida familia Dalimar, quienes, al parecer, siempre constituyen la base y el punto de conexión entre muchos más casos de los que podría esperarse. En este caso, un extraño fenómeno arroja al Maestro Detective al cuerpo de Charles Dalimar en algún momento del pasado, y depende de ti utilizar este giro inesperado de los acontecimientos para alterar el pasado y evitar que algunos de los casos más oscuros, más difíciles y que definen tu carrera sucedan... ¿Pero a qué costo?

Mystery Case Files: A Crime in Reflection, la vigésima sexta entrega de estos juegos, trae un tipo de caso poco recurrente para la agencia: un robo. La policía queda perpleja cuando un cetro de coronación real es robado de uno de los museos más seguros del mundo en el último de una serie de incidentes similares, y acuden al Maestro Detective en busca de ayuda. Los ladrones han demostrado ser descuidados pero astutos, y de alguna manera capaces de entrar y salir de los lugares más seguros en segundos y desaparecer en el aire... Pero lo que comienza como una simple serie de atracos rápidamente se sale de control cuando los criminales despiertan algo que los pondrá a ellos, al Maestro Detective e incluso al mundo mismo en grave peligro.

## Series en otras plataformas
Mystery Case Files: Agent X Fue lanzado el 15 de abril de 2008 y es el primer videojuego de Mystery Case Files. En Agent X deberás resolver misterios encontrando objetos ocultos y buscando distintas pistas que te ayuden a resolver el caso antes de que finalice un determinado tiempo. Inicialmente solo se podía jugar en línea y cada semana se estrenaban nuevos episodios con un nuevo misterio para resolver. 
Actualmente se encuentra disponible para teléfonos celulares a través de Glu Mobile.

Mystery Case Files: MillionHeir Fue lanzado el 8 de septiembre de 2008 y es el segundo videojuego de Mystery Case Files disponible en un dispositivo portátil.  Desarrollado por Big Fish Games y Griptonite Games y publicado por Nintendo para la Nintendo DS. 
Primero se estrenó en América del Norte, luego en Australia y más tarde en Europa.
Un criminal ha secuestrado al millonario Phil T. Rich y es tu trabajo averiguar quién es el culpable. En esta investigación de diez capítulos tendrás que averiguar quién ha secuestrado a Phil o potencialmente matado. Usted podrá utilizar sus habilidades con el ordenador de crímenes y otros aparatos como gafas submarinas y visión de rayos x. 
Deberás enfrentar desafíos desconcertantes y complejos minijuegos para estar más cerca de resolver el misterio de Phil T. Rich.

Mystery Case Files: The Malgrave Incident Fue lanzado el 27 de junio de 2011 y es el segundo videojuego de Mystery Case Files publicado por Nintendo para la Wii. 
Desarrollado por Big Fish Games junto con Sanzaru Games. 
El jugador deambula por una isla y tiene que encontrar objetos y luego usarlos para obtener más artículos con el fin de ganar el juego.

Mystery Case Files: Ravenhearst Fue lanzado el 19 de abril de 2013, y es el tercer juego publicado por Nintendo. Es un relanzamiento del juego original para PC del mismo nombre, disponible en esta ocasión para la Nintendo DS.

Mystery Case Files: Prime Suspects Fue lanzado el 28 de junio de 2013, y es el cuarto juego de Mystery Case Files publicado por Nintendo. Es un relanzamiento del juego original de PC del mismo nombre y se puede jugar en la Nintendo DS.

Mystery Case Files: Spirits of Blackpool Fue lanzado el 24 de octubre de 2013 y es el primer videojuego de Mystery Case Files que se publicará para iOS. Disponible en la App Store y en ITunes.
Un pueblo ha sido invadido por espíritus antiguos. Tendrás que determinar el destino de esta ciudad y cambiar el curso de su historia para siempre.

## Novelas
- Stolen
- Vanished
- Submerged
- Unearthed